# Zajączkowo (powiat bytowski)
Zajączkowo – osada w Polsce, położona na Pojezierzu Bytowskim, w województwie pomorskim, w powiecie bytowskim, w gminie Miastko.
W latach 1975–1998 miejscowość administracyjnie należała do województwa słupskiego.